# Carl Göran Mörner
Carl Göran Detlof Mörner af Morlanda, född 31 oktober 1808 i Rinkaby församling, Örebro län, död 12 maj 1878 i Klara församling, Stockholms stad, var en svensk greve, jurist och politiker.
Han var son till statsrådet Adolf Göran Mörner och Katarina Ulrika Heijkensköld, som var dotter till Detlof Heijkenskjöld d.y. av adelsätten Heijkensköld. Mörner blev 1825 student vid Uppsala universitet, avlade 1829 jur. kandidatexamen och blev häradshövding 1834. Han var fiskal i Svea hovrätt 1835 och ledamot i Övre borgrätten 1837–1844. Han blev assessor 1839 och hovrättsråd 1848. Han var konsultativt statsråd 1851–1858 och president i Kammarrätten 1858–1874.
Mörner var i riksdagen ledamot av Ridderskapet och adeln 1834–1866. Han var därefter ledamot av riksdagens första kammare 1867–1875 för Kronobergs län. Han var bland annat ordförande i konstitutionsutskottet 1865–1866.